# Eritreum
 Eritreum  ist eine heute ausgestorbene Gattung der Rüsseltiere aus dem Oligozän des nordöstlichen Afrikas und lebte vor etwa 27 Millionen Jahren. Es wurden bisher nur wenige Knochen gefunden; mit einer rekonstruierten Körperhöhe von 1,3 m und einem Gewicht von rund 480 kg war es eher ein kleinwüchsiges Rüsseltier. Von Bedeutung ist bei Eritreum, dass bei dieser Tiergattung stammesgeschichtlich erstmals der auch für die heutigen Elefanten charakteristische horizontale Zahnwechsel nachgewiesen wurde.

## Beschreibung
Der Holotyp (Exemplarnummer DOG 97.1), der sich im Nationalmuseum von Eritrea befindet, umfasst drei Knochenfragmente des Unterkiefers. Der linke Kieferast ist mit zwei Molaren (M2 und M3) überliefert, während der rechte nur noch einen aufweist (M2). Die Alveolen des ersten Mahlzahns (M1) sind auf beiden Seiten vorhanden, die der Prämolaren jedoch nicht. Weiterhin liegt ein zum selben Individuum gehörender vorderer Teil des Kieferbogens vor, der beide Stoßzahnalveolen besitzt. Diese sind oval geformt mit einer Höhe von 3,5 cm und einer Breite von 2,3 cm. Rekonstruiert ergäbe der gesamte Unterkiefer eine Länge von über 50 cm, eine Breite von 30 cm und eine Höhe von 20 cm. Die Stoßzähne, die jeweils aus den ersten Schneidezähnen gebildet wurden,  waren vermutlich kurz, etwas länger als 20 cm und wohl leicht schräg nach unten gerichtet.
Die Backenzähne sind bunodont aufgebaut, wobei der zweite Molar drei Leisten mit je zwei hohen Zahnschmelzhöckern besitzt, während der dritte vier Leisten aufweist. Dieser hat beim Holotyp noch keine Wurzeln ausgebildet, erreichte auch nicht die Kauhöhe des zweiten Molaren und befand sich – ein vollständiger Unterkiefer vorausgesetzt – weit im hinteren Bereich unter den Kiefergelenk. Damit war dieser Zahn beim Tod des Tieres noch nicht im Gebrauch, was auch seine nicht abgenutzte Oberfläche bestätigt. Die Lage des dritten Molaren ist ein deutlicher Hinweis auf den horizontalen Zahnwechsel der späteren Elefanten und weicht von den stammesgeschichtlich älteren Rüsseltieren ab, die noch einen, für Säugetiere typischen vertikalen Zahnwechsel haben. Der horizontale Zahnwechsel entstand durch die Verkürzung des Kieferknochens, wodurch nicht mehr alle hinteren Zähne (Prämolaren und Molaren) gleichzeitig in Funktion waren, sondern nacheinander je nach Abkauungsgrad herausgeschoben wurden. Anhand des Zahndurchbruchs und im Vergleich mit dem heutigen Afrikanischen Elefanten wird für das Individuum ein subadultes Alter von rund 26 Jahren angenommen (AEY = „African elephant years“; Jahresalter vergleichbar mit dem Afrikanischen Elefanten, jedoch nicht identisch).

## Systematik
Eritreum ist eine ausgestorbene Gattung aus der Ordnung der Rüsseltiere (Proboscidea). Innerhalb der Rüsseltiere zeigt sich die Zuweisung der Gattung zu einer bestimmten Familie momentan als problematisch. Die vorderen Molaren mit drei Leisten (trilophodont) ordnen Eritreum in die Gruppe der Elephantiformes ein, die sich durch dieses Merkmal auszeichnen. Diese setzen sich dadurch von den älteren Rüsseltieren wie Phosphatherium, Numidotherium oder Barytherium mit nur zwei Leisten auf den vorderen Mahlzähnen (bilophodont) ab. Der anhand des Fossilmaterials belegbare  horizontale Zahnwechsel stellt Eritreum wiederum stammesgeschichtlich an die Basis der Elephantimorpha, welche die allgemein elefantenähnlichen Rüsseltiere einschließen. Das Merkmal grenzt die Elephantimorpha von den übrigen Elephantiformes wie beispielsweise Palaeomastodon, Phiomia und möglicherweise auch Dagbatitherium ab, da bei diesen die hinteren Zähne wie bei den älteren Rüsseltiere auch noch vertikal ausgtauscht wurden. Damit steht Eritreum vermittelnd zwischen den urtümlicheren Elephantiformes und den höher entwickelten Elephantimorpha. Von den ersteren unterscheidet sich die Gattung weiterhin durch das stärker reduzierte Gebiss, da sowohl Palaeomastodon als auch Phiomia noch alle – ausgenommen den ersten – Prämolaren besitzen. Die genauere Stellung innerhalb der Elephantimorpha, ob näher zu den Mammutidae, zu den Gomphotheriidae oder zu einer eigenständigen Familie gehörig, ist aufgrund der bisher nur wenigen Funde unklar. Einige Autoren sehen aber Eritreum innerhalb oder nahe der Gomphotherien positioniert. Begründet wird dies mit der allgemein bunodonten Kaufläche der Mahlzähne, den zusätzlichen kleinen Höckerchen in irregulärer Anordnung zu den Haupthöckern und dem dadurch sich abzeichnenden kleeblattförmigen Muster beim stärkeren Abkauen der entsprechenden Zahnerhebungen.

## Entdeckungsgeschichte
Funde von Eritreum wurden bisher nur bei Dogali im Osten Eritreas am Ufer des Dogali-Flusses entdeckt. Die dortige aufgeschlossene Dogali-Formation besteht aus stark gekippten und gefalteten Sedimenten, die Schiefertone und Basalte in Wechsellage umfassen. Ihr Alter wurde mehrfach mit Hilfe von radiometrischen Datierungen auf 26 bis 28 Millionen Jahre bestimmt. Die ersten Funde kamen 1997 zum Vorschein.
Eritreum wurde 2006 von Jeheskel Shoshani und Forscherkollegen wissenschaftlich beschrieben. Die bisher einzige bekannte Art ist Eritreum melakeghebrekristosi. Der Gattungsname, Eritreum, steht für den Staat Eritrea, während der Artname, melakeghebrekristosi, den lokalen Farmer Melake Ghebrekristos ehrt, der die Funde entdeckt und ihre Bedeutung erkannt hatte.